# Агора Хилс (Калифорнија)
Агора Хилс (енгл. Agoura Hills) град је у америчкој савезној држави Калифорнија. По попису становништва из 2010. у њему је живело 20.330 становника.

## Демографија
Према попису становништва из 2010. у граду је живело 20.330 становника, што је 207 (1,0%) становника мање него 2000. године.
|                   | 2010.           | 2000.           |
| Укупно            | 20 330 (100,0%) | 20 537 (100,0%) |
| Белци             | 15 971 (78,56%) | 16 993 (82,74%) |
| Хиспаноамериканци | 1 936 (9,523%)  | 1 407 (6,851%)  |
| Азијати           | 1 521 (7,482%)  | 1 335 (6,500%)  |
| Остали            | 875 (4,304%)    | 530 (2,581%)    |
| Афроамериканци    | 27 (0,133%)     | 272 (1,324%)    |